# Pestkapelleken

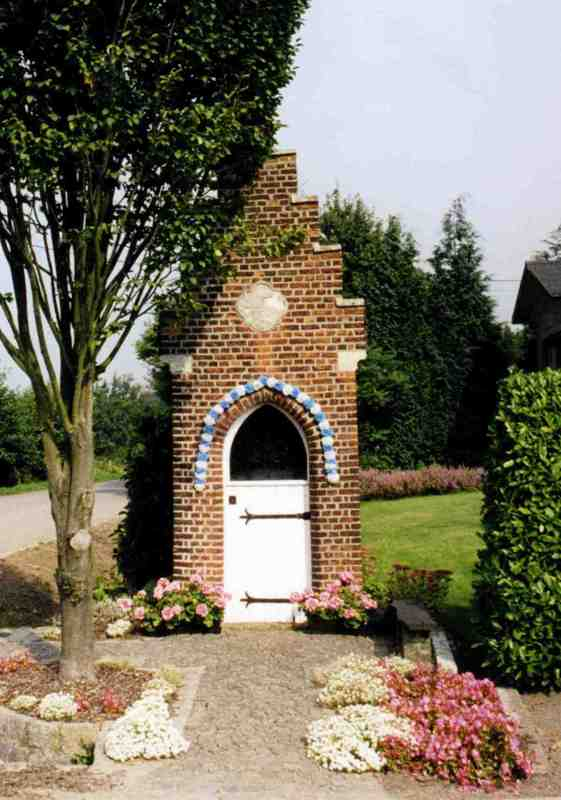
Pestkapelleken

Het Pestkapelleken is een kapel in de tot de Antwerpse gemeente Mol behorende plaats Millegem, gelegen aan de Koekoekstraat.
Van een dergelijk kapelletje was al sprake in de 17e eeuw. Dit raakte in verval en werd in 1789 herbouwd. In 1883 werd de kapel opnieuw herbouwd en daarbij toegewijd aan Onze-Lieve-Vrouw. In 1982 werd de kapel gerenoveerd.
De bakstenen kapel heeft een trapgevel en boven de ingang prijkt de tekst: Ter eere van Jezus' hert en van zijne en onze onbevlekte moeder Maria. Hortensia Verbist 1883.